# Quantificatore esistenziale (simbolo)
Il quantificatore esistenziale è un carattere tipografico scientifico, molto usato sia in insiemistica che in logica, due campi tra loro affini della matematica; il nome del ∃ ha un'etimologia facilmente ricercabile: con la parola quantificatore si intende la sua funzione di indicare la grandezza o l'estensione di un'affermazione e con esistenziale il fatto che tale proposizione vale sempre almeno per un caso, che dunque esiste. La sua lettura matematica corrisponde a "esiste un/una", e la sua forma viene dalla lettera E maiuscola invertita, l'iniziale capovolta della parola inglese Exists.

## Storia e utilizzo
Il quantificatore esistenziale è un'invenzione risalente all'anno 1879 del famoso matematico ottocentesco Frege, che si fregiò anche della creazione del quantificatore universale ∀; lo studioso sognava infatti di unire la logica aristotelica con quella matematica, ma ciò pareva impossibile perché parole come tutti e esiste (presenti in proposizioni come "Tutti gli uomini sono mortali" o "Esiste almeno un filosofo greco") non si potevano tramutare direttamente in linguaggio matematico.
Nonostante l'idea di quantificatore esistenziale sia dunque da attribuire a Frege, furono Peirce e Peano ad ideare il simbolo ∃, che oggi è senz'altro più usato del vecchio segno introdotto dall'inventore del XIX secolo e mai più adoperato in seguito.
Un esempio di utilizzo del quantificatore esistenziale è il seguente:
{\displaystyle \forall x\exists y|x^{2}\,=\,y}
che si legge "per ogni x esiste una y tale che x al quadrato è uguale a y". Esistono naturalmente anche numerosi altri usi, dove ∃ può assumere anche il significato di qualche (in opposizione a ∀, che vuol dire tutti); spesso lo si usa unito ad altri simboli di logica matematica, quali et, vel o non.
Un altro contesto di utilizzo è per definire l'unicità aggiungendo un punto esclamativo dopo di esso " ∃! ".  In questa forma si legge "esiste ed è unico".
Per dire invece che non esiste un elemento, il quantificatore esistenziale viene barrato, ovvero viene usato il simbolo "∄", oppure viene combinato con il simbolo non e diviene ¬∃.